# (29464) Leonmiš
29464 Leonmis (1997 TY9) – planetoida z pasa głównego asteroid okrążająca Słońce w ciągu 4,07 lat w średniej odległości 2,55 j.a. Odkryta 5 października 1997 roku.